# Туцу
Туцу (рум. Tuțu) — село у повіті Вранча в Румунії. Входить до складу комуни Корбіца.
Село розташоване на відстані 213 км на північний схід від Бухареста, 53 км на північ від Фокшан, 111 км на південь від Ясс, 101 км на північний захід від Галаца, 140 км на північний схід від Брашова.

## Населення
За даними перепису населення 2002 року у селі проживали 98 осіб, усі — румуни. Усі жителі села рідною мовою назвали румунську.